# Вир (река у Енглеској)
Вир (енгл. River Wear) је река у Уједињеном Краљевству, у Енглеској. Дуга је 98 km. Протиче кроз Дарам и Тајн и Вир. Улива се у Северно море. 